# Élections présidentielles sous la Cinquième République en Haute-Savoie
Depuis l'adoption de la Constitution de la Cinquième République française en 1958, dix élections présidentielles ont eu lieu afin d'élire le président de la République. Cette page présente les résultats de ces élections en Haute-Savoie.

## Synthèse des résultats du second tour
Conservateur, la Haute-Savoie vote traditionnellement plus à droite que la France. C'est en particulier le cas en 1981, 1988 et 2012 où le département a placé en tête respectivement Valéry Giscard d'Estaing (55,78 %), Jacques Chirac (56,35 %) et Nicolas Sarkozy (60,1 %) alors qu'au niveau national ont été élus François Mitterrand (51,76 % et 54,02 %) et François Hollande (51,64 %). En 2017, Emmanuel Macron obtient 1,5 points de plus qu'au niveau national. En 2022, Emmanuel Macron obtient plus de 3 points en plus qu'au niveau national.
| 2022 | Emmanuel Macron (61,69 %) (France : 58,55 %) | Marine Le Pen (38,31 %) (France : 41,45 %) | 73,99 % (France : 71,99 %) | 6,16 % (France : 6,23 %) |

| 2017 | Emmanuel Macron (68,66 %) (France : 66,10 %) | Marine Le Pen (31,34 %) (France : 33,90 %) | 76,28 % (France : 77,77 %) | 1,9 % (France : 2,47 %) |

| 2012 | François Hollande (39,9 %) (France : 51,64 %) | Nicolas Sarkozy (60,1 %) (France : 48,36 %) | 81,11 % (France : 80,35 %) | 1,79 % (France : 5,82 %) |

| 2007 | Nicolas Sarkozy (63,04 %) (France : 53,06 %) | Ségolène Royal (36,96 %) (France : 46,94 %) | 85,46 % (France : 83,97 %) | 1,27 % (France : 4,20 %) |

| 2002 | Jacques Chirac (81,8 %) (France : 82,21 %) | J.-M. Le Pen (18,2 %) (France : 17,79 %) | 72,7 % (France : 79,71 %) | 3,37 % (France : 3,38 %) |

| 1995 | Jacques Chirac (61,96 %) (France : 52,64 %) | Lionel Jospin (38,04 %) (France : 47,36 %) | 79,64 % (France : 78,38 %) | 2,83 % (France : 2,81 %) |

| 1988 | François Mitterrand (43,65 %) (France : 54,02 %) | Jacques Chirac (56,35 %) (France : 45,98 % %) | 80,24 % (France : 81,35 %) | 1,78 % (France : 2,00 %) |

| 1981 | François Mitterrand (44,22 %) (France : 51,76 %) | Valéry Giscard d'Estaing (55,78 %) (France : 48,24 %) | 77,73 % (France : 81,09 %) | 1,62 % (France : 1,62 %) |

| 1974 | Valéry Giscard d'Estaing (59,4 %) (France : 50,81 %) | François Mitterrand (40,6 %) (France : 49,19 %) | 82,67 % (France : 84,23 %) | 0,78 % (France : 0,92 %) |

| 1969 | Georges Pompidou (57,44 %) (France : 58,21 %) | Alain Poher (42,56 %) (France : 41,79 %) | 73,6 % (France : 77,59 %) | 1,09 % (France : 1,29 %) |

| 1965 | Charles de Gaulle (63,52 %) (France : 55,20 %) | François Mitterrand (36,48 %) (France : 44,80 %) | 82,49 % (France : 84,75 %) | 0,67 % (France : 1,01 %) |

|  | ▲ |

## Résultats détaillés par scrutin

### 2022
Arrivé en tête du premier tour, le président sortant Emmanuel Macron (27,85 %) affronte Marine Le Pen (23,15 %), un duel identique à celui du scrutin de 2017. C'est la deuxième fois qu'un second tour opposant les mêmes candidats à deux scrutins présidentiels consécutifs a lieu après ceux où se sont affrontés Valéry Giscard d'Estaing et François Mitterrand en 1974 et 1981.
En troisième position avec 21,95 % des voix, Jean-Luc Mélenchon réalise le score le plus élevé de ses trois candidatures et arrive largement en tête de la gauche, mais échoue à accéder au second tour, avec environ 400 000 voix de moins que Marine Le Pen.
Une nouvelle fois, les partis politiques traditionnels sont absents du second tour, dans des proportions encore plus importantes que lors de la précédente élection. Le Parti socialiste et Les Républicains, représentés respectivement par Anne Hidalgo et Valérie Pécresse, s'effondrent avec des scores historiquement faibles et n'atteignent pas le seuil des 5 %, condition permettant d'être remboursé des frais de campagne.
Pour la première fois, les candidatures classées à l'extrême droite dépassent le seuil de 30 % des suffrages exprimés au premier tour tandis que les sondages d'opinion laissent annoncer un duel serré face au président sortant, la possibilité d'une victoire pour Marine Le Pen étant pour la première fois envisagée par ceux-ci.
Le second tour voit Emmanuel Macron l'emporter par 58,55 % des suffrages exprimés, permettant ainsi au président sortant d'entamer un second mandat. Le septennat ayant été aboli en 2000, il devient ainsi le premier président de la République française à être réélu pour un deuxième quinquennat, le deuxième président de la Cinquième République réélu hors période de cohabitation et le quatrième président de la Cinquième République réélu.
En Haute-Savoie,Emmanuel Macron  arrive en tête du premier tour avec 30,53% des exprimés suivi de Marine Le Pen (20,54%), Jean-Luc Mélenchon (18,28%),Éric Zemmour (7,81%) et de Yannick Jadot (7,01%). Au second tour, les électeurs ont voté à 61,69 % pour Emmanuel Macron contre 38,31% pour Marine Le Pen avec un taux de participation de 73,99% des inscrits.
| Candidats                | Candidats                | Partis                   | Premier tour | Premier tour | Second tour | Second tour |
| Candidats                | Candidats                | Partis                   | Voix         | %            | Voix        | %           |
| ------------------------ | ------------------------ | ------------------------ | ------------ | ------------ | ----------- | ----------- |
|                          | Emmanuel Macron          | LREM                     | 130 422      | 30,53        | 236 764     | 61,69       |
|                          | Marine Le Pen            | RN                       | 87 744       | 20,54        | 147 032     | 38,31       |
|                          | Jean-Luc Mélenchon       | LFI                      | 78 062       | 18,28        |             |             |
|                          | Éric Zemmour             | REC                      | 33 353       | 7,81         |             |             |
|                          | Yannick Jadot            | EELV                     | 29 948       | 7,01         |             |             |
|                          | Valérie Pécresse         | LR                       | 22 349       | 5,23         |             |             |
|                          | Nicolas Dupont-Aignan    | DLF                      | 14 175       | 3,32         |             |             |
|                          | Jean Lassalle            | RES                      | 13 371       | 3,13         |             |             |
|                          | Anne Hidalgo             | PS                       | 6 606        | 1,55         |             |             |
|                          | Fabien Roussel           | PCF                      | 5 997        | 1,40         |             |             |
|                          | Philippe Poutou          | NPA                      | 3 232        | 0,76         |             |             |
|                          | Nathalie Arthaud         | LO                       | 1 880        | 0,44         |             |             |
|                          |                          |                          |              |              |             |             |
| Votes valides            | Votes valides            | Votes valides            | 427 139      | 97,90        | 383 796     | 91,67       |
| Votes blancs             | Votes blancs             | Votes blancs             | 6 918        | 1,22         | 26 203      | 6,26        |
| Votes nuls               | Votes nuls               | Votes nuls               | 2 224        | 0,51         | 8 655       | 2,07        |
| Total                    | Total                    | Total                    | 436 281      | 100          | 418 654     | 100         |
| Abstention               | Abstention               | Abstention               | 129 384      | 22,87        | 147 179     | 26,01       |
| Inscrits / participation | Inscrits / participation | Inscrits / participation | 565 665      | 77,13        | 565 833     | 73,99       |

### 2017
Le premier tour de l'élection présidentielle de 2017 voit s'affronter onze candidats. Emmanuel Macron arrive en tête devant Marine Le Pen et tous deux se qualifient pour le second tour. Néanmoins, avec François Fillon et Jean-Luc Mélenchon, les scores des quatre candidats ayant recueilli le plus de voix sont serrés (4,43 points entre le 1er et le 4e). Pour la première fois, aucun des candidats des deux partis politiques pourvoyeurs jusque-là des présidents de la Ve République, n'est présent au second tour. Celui-ci se tient le dimanche 7 mai et se solde par la victoire d'Emmanuel Macron, avec un total de 20 753 798 bulletins de vote en sa faveur, soit 66,10 % des suffrages exprimés, face à la candidate du Front national, qui recueille 33,90 %. Le scrutin est néanmoins marqué par une forte abstention et par un record de votes blancs ou nuls.
En Haute-Savoie, François Fillon arrive en tête du premier tour avec 25,41 % des exprimés, suivi de Emmanuel Macron (24,23 %), Marine Le Pen (18,84 %), Jean-Luc Mélenchon (16,22 %) et de Nicolas Dupont-Aignan . Au second tour, les électeurs ont voté à 68,66 % pour Emmanuel Macron contre 31,34 % pour Marine Le Pen avec un taux de participation de 76,28 % des inscrits.
|             | LR          | François Fillon       | 105 057 | 25,41 %    |         |            |  |  |
|             | EM          | Emmanuel Macron       | 100 174 | 24,23 %    | 249 198 | 68,66 %    |  |  |
|             | FN          | Marine Le Pen         | 77 919  | 18,84 %    | 113 746 | 31,34 %    |  |  |
|             | LFi         | Jean-Luc Mélenchon    | 67 079  | 16,22 %    |         |            |  |  |
|             | DlF         | Nicolas Dupont-Aignan | 24 785  | 5,99 %     |         |            |  |  |
|             | PS          | Benoît Hamon          | 21 805  | 5,27 %     |         |            |  |  |
|             | UPR         | François Asselineau   | 5 021   | 1,21 %     |         |            |  |  |
|             | RES         | Jean Lassalle         | 4 649   | 1,12 %     |         |            |  |  |
|             | NPA         | Philippe Poutou       | 4 263   | 1,03 %     |         |            |  |  |
|             | LO          | Nathalie Arthaud      | 1 919   | 0,46 %     |         |            |  |  |
|             | SeP         | Jacques Cheminade     | 827     | 0,2 %      |         |            |  |  |
|             |             |                       |         |            |         |            |  |  |
|             |             |                       | Nombre  | % inscrits | Nombre  | % inscrits |  |  |
| Inscrits    | Inscrits    | Inscrits              | 540 033 |            | 538 007 |            |  |  |
| Abstentions | Abstentions | Abstentions           | 116 275 | 21,53 %    | 127 636 | 23,72 %    |  |  |
| Votants     | Votants     | Votants               | 423 758 | 78,47 %    | 410 371 | 76,28 %    |  |  |
|             |             |                       |         |            |         |            |  |  |
|             |             |                       |         | % votants  |         | % votants  |  |  |
| Blancs      | Blancs      | Blancs                | 7 765   | 1,44 %     | 37 350  | 6,94 %     |  |  |
| Nuls        | Nuls        | Nuls                  | 2 495   | 0,46 %     | 10 077  | 1,87 %     |  |  |
| Exprimés    | Exprimés    | Exprimés              | 413 498 | 76,57 %    | 362 944 | 67,46 %    |  |  |

### 2012
Hollande, désigné par le PS à la suite d'une primaire ouverte, devance Sarkozy dès le premier tour de l'élection présidentielle de 2012 : c'est la première fois qu'un président sortant est ainsi devancé. Au second tour, Sarkozy est battu mais par un écart plus faible qu'attendu.
En Haute-Savoie, Nicolas Sarkozy arrive en tête du premier tour avec 34,06 % des exprimés, suivi de François Hollande (20,52 %), Marine Le Pen (16,56 %), François Bayrou (11,83 %) et Jean-Luc Mélenchon (9,23 %). Au second tour, les électeurs ont voté à 39,9 % pour François Hollande contre 60,1 % pour Nicolas Sarkozy avec un taux de participation de 81,37 % des inscrits.
|                | UMP            | Nicolas Sarkozy       | 136 946 | 34,06 %    | 232 928 | 60,1 %     |  |  |
|                | PS             | François Hollande     | 82 482  | 20,52 %    | 154 622 | 39,9 %     |  |  |
|                | FN             | Marine Le Pen         | 66 583  | 16,56 %    |         |            |  |  |
|                | MoDem          | François Bayrou       | 47 547  | 11,83 %    |         |            |  |  |
|                | FG             | Jean-Luc Mélenchon    | 37 117  | 9,23 %     |         |            |  |  |
|                | EELV           | Éva Joly              | 14 446  | 3,59 %     |         |            |  |  |
|                | DLF            | Nicolas Dupont-Aignan | 9 345   | 2,32 %     |         |            |  |  |
|                | NPA            | Philippe Poutou       | 4 514   | 1,12 %     |         |            |  |  |
|                | LO             | Nathalie Arthaud      | 1 793   | 0,45 %     |         |            |  |  |
|                | S&P            | Jacques Cheminade     | 1 242   | 0,31 %     |         |            |  |  |
|                |                |                       |         |            |         |            |  |  |
|                |                |                       | Nombre  | % inscrits | Nombre  | % inscrits |  |  |
| Inscrits       | Inscrits       | Inscrits              | 504 674 |            | 504 553 |            |  |  |
| Abstentions    | Abstentions    | Abstentions           | 95 316  | 18,89 %    | 94 000  | 18,63 %    |  |  |
| Votants        | Votants        | Votants               | 409 358 | 81,11 %    | 410 553 | 81,37 %    |  |  |
|                |                |                       |         |            |         |            |  |  |
|                |                |                       |         | % votants  |         | % votants  |  |  |
| Blancs ou nuls | Blancs ou nuls | Blancs ou nuls        | 7 343   | 1,79 %     | 23 003  | 5,6 %      |  |  |
| Exprimés       | Exprimés       | Exprimés              | 402 015 | 98,21 %    | 387 550 | 98,21 %    |  |  |

### 2007
Au premier tour de l'élection présidentielle de 2007, Sarkozy réussit à capter une partie des voix de Le Pen et arrive largement en tête. Royal est la première femme qualifiée pour le second tour d'une élection présidentielle. Elle est battue avec une avance de 6 points.
En Haute-Savoie, Nicolas Sarkozy arrive en tête du premier tour avec 37,45 % des exprimés, suivi de François Bayrou (22,09 %), Ségolène Royal (18,75 %), Jean-Marie Le Pen (9,72 %) et Olivier Besancenot (2,99 %). Au second tour, les électeurs ont voté à 63,04 % pour Nicolas Sarkozy contre 36,96 % pour Ségolène Royal avec un taux de participation de 84,64 % des inscrits.
|                | UMP            | Nicolas Sarkozy      | 149 415 | 37,45 %    | 241 466 | 63,04 %    |  |  |
|                | UDF            | François Bayrou      | 88 107  | 22,09 %    |         |            |  |  |
|                | PS             | Ségolène Royal       | 74 808  | 18,75 %    | 141 582 | 36,96 %    |  |  |
|                | FN             | Jean-Marie Le Pen    | 38 776  | 9,72 %     |         |            |  |  |
|                | LCR            | Olivier Besancenot   | 11 944  | 2,99 %     |         |            |  |  |
|                | Les Verts      | Dominique Voynet     | 8 817   | 2,21 %     |         |            |  |  |
|                | MPF            | Philippe de Villiers | 8 573   | 2,15 %     |         |            |  |  |
|                | SE             | José Bové            | 7 020   | 1,76 %     |         |            |  |  |
|                | GPA            | Marie-George Buffet  | 3 808   | 0,95 %     |         |            |  |  |
|                | LO             | Arlette Laguiller    | 3 786   | 0,95 %     |         |            |  |  |
|                | CPNT           | Frédéric Nihous      | 2 823   | 0,71 %     |         |            |  |  |
|                | CNRSP          | Gérard Schivardi     | 1 055   | 0,26 %     |         |            |  |  |
|                |                |                      |         |            |         |            |  |  |
|                |                |                      | Nombre  | % inscrits | Nombre  | % inscrits |  |  |
| Inscrits       | Inscrits       | Inscrits             | 472 822 |            | 472 858 |            |  |  |
| Abstentions    | Abstentions    | Abstentions          | 68 766  | 14,54 %    | 72 615  | 15,36 %    |  |  |
| Votants        | Votants        | Votants              | 404 056 | 85,46 %    | 400 243 | 84,64 %    |  |  |
|                |                |                      |         |            |         |            |  |  |
|                |                |                      |         | % votants  |         | % votants  |  |  |
| Blancs ou nuls | Blancs ou nuls | Blancs ou nuls       | 5 124   | 1,27 %     | 17 195  | 4,3 %      |  |  |
| Exprimés       | Exprimés       | Exprimés             | 398 932 | 98,73 %    | 383 048 | 95,7 %     |  |  |

### 2002
Après cinq années de cohabitation, un duel est attendu entre Chirac et le Premier ministre Jospin lors de l'élection présidentielle de 2002, mais, à la surprise générale, ce dernier est devancé par Le Pen au premier tour. Au second tour, Chirac bénéficie du ralliement de la gauche et reçoit un score sans précédent. Il s'agit de la première élection pour un mandat de cinq ans et non plus sept.
En Haute-Savoie, Jean-Marie  Le Pen arrive en tête du premier tour avec 20,79 % des exprimés, suivi de Jacques  Chirac (18,64 %), Lionel  Jospin (11,41 %), François Bayrou (8,3 %) et Noel  Mamere (7,24 %). Au second tour, les électeurs ont voté à 81,8 % pour Jacques  Chirac contre 18,2 % pour Jean-Marie  Le Pen avec un taux de participation de 80,13 % des inscrits.
|                | FN             | Jean-Marie Le Pen       | 61 547  | 20,79 %    | 58 417  | 18,2 %     |  |  |
|                | RPR            | Jacques Chirac          | 55 176  | 18,64 %    | 262 567 | 81,8 %     |  |  |
|                | PS             | Lionel Jospin           | 33 776  | 11,41 %    |         |            |  |  |
|                | UDF            | François Bayrou         | 24 572  | 8,3 %      |         |            |  |  |
|                | Les Verts      | Noël Mamère             | 21 431  | 7,24 %     |         |            |  |  |
|                | DL             | Alain Madelin           | 18 182  | 6,14 %     |         |            |  |  |
|                | MC             | Jean-Pierre Chevènement | 16 785  | 5,67 %     |         |            |  |  |
|                | LO             | Arlette Laguiller       | 13 380  | 4,52 %     |         |            |  |  |
|                | LCR            | Olivier Besancenot      | 11 268  | 3,81 %     |         |            |  |  |
|                | Cap21          | Corinne Lepage          | 9 400   | 3,18 %     |         |            |  |  |
|                | MNR            | Bruno Mégret            | 6 929   | 2,34 %     |         |            |  |  |
|                | CPNT           | Jean Saint-Josse        | 6 705   | 2,26 %     |         |            |  |  |
|                | PRG            | Christiane Taubira      | 6 325   | 2,14 %     |         |            |  |  |
|                | PC             | Robert Hue              | 5 105   | 1,72 %     |         |            |  |  |
|                | FRS            | Christine Boutin        | 4 250   | 1,44 %     |         |            |  |  |
|                | PT             | Daniel Gluckstein       | 1 221   | 0,41 %     |         |            |  |  |
|                |                |                         |         |            |         |            |  |  |
|                |                |                         | Nombre  | % inscrits | Nombre  | % inscrits |  |  |
| Inscrits       | Inscrits       | Inscrits                | 421 449 |            | 421 167 |            |  |  |
| Abstentions    | Abstentions    | Abstentions             | 115 057 | 27,3 %     | 83 665  | 19,87 %    |  |  |
| Votants        | Votants        | Votants                 | 306 392 | 72,7 %     | 337 502 | 80,13 %    |  |  |
|                |                |                         |         |            |         |            |  |  |
|                |                |                         |         | % votants  |         | % votants  |  |  |
| Blancs ou nuls | Blancs ou nuls | Blancs ou nuls          | 10 340  | 3,37 %     | 16 518  | 4,89 %     |  |  |
| Exprimés       | Exprimés       | Exprimés                | 296 052 | 96,63 %    | 320 984 | 95,11 %    |  |  |

### 1995
Après une nouvelle cohabitation et alors que la droite est particulièrement divisée entre Chirac et le Premier ministre Balladur, Jospin réussit à arriver en tête au premier tour de l'élection présidentielle de 1995, malgré la très lourde défaite de la gauche aux législatives de 1993. Au second tour, il est battu par Chirac.
En Haute-Savoie, Édouard Balladur arrive en tête du premier tour avec 24,74 % des exprimés, suivi de Jacques Chirac (20,04 %), Lionel Jospin (18,53 %), Jean-Marie Le Pen (16,43 %) et Philippe de Villiers (5,39 %). Au second tour, les électeurs ont voté à 61,96 % pour Jacques Chirac contre 38,04 % pour Lionel Jospin avec un taux de participation de 79,89 % des inscrits.
|                | RPR            | Édouard Balladur     | 73 852  | 24,74 %    |         |            |  |  |
|                | RPR            | Jacques Chirac       | 59 826  | 20,04 %    | 179 125 | 61,96 %    |  |  |
|                | PS             | Lionel Jospin        | 55 312  | 18,53 %    | 109 963 | 38,04 %    |  |  |
|                | FN             | Jean-Marie Le Pen    | 49 055  | 16,43 %    |         |            |  |  |
|                | MPF            | Philippe de Villiers | 16 087  | 5,39 %     |         |            |  |  |
|                | PC             | Robert Hue           | 15 007  | 5,03 %     |         |            |  |  |
|                | LO             | Arlette Laguiller    | 14 656  | 4,91 %     |         |            |  |  |
|                | Les Verts      | Dominique Voynet     | 13 849  | 4,64 %     |         |            |  |  |
|                | S&P            | Jacques Cheminade    | 871     | 0,29 %     |         |            |  |  |
|                |                |                      |         |            |         |            |  |  |
|                |                |                      | Nombre  | % inscrits | Nombre  | % inscrits |  |  |
| Inscrits       | Inscrits       | Inscrits             | 385 732 |            | 385 590 |            |  |  |
| Abstentions    | Abstentions    | Abstentions          | 78 535  | 20,36 %    | 77 545  | 20,11 %    |  |  |
| Votants        | Votants        | Votants              | 307 197 | 79,64 %    | 308 045 | 79,89 %    |  |  |
|                |                |                      |         |            |         |            |  |  |
|                |                |                      |         | % votants  |         | % votants  |  |  |
| Blancs ou nuls | Blancs ou nuls | Blancs ou nuls       | 8 682   | 2,83 %     | 18 957  | 6,15 %     |  |  |
| Exprimés       | Exprimés       | Exprimés             | 298 515 | 97,17 %    | 289 088 | 93,85 %    |  |  |

### 1988
Après deux ans de cohabitation, Mitterrand affronte le Premier ministre Chirac lors de l'élection présidentielle de 1988. Le Pen obtient au premier tour un score jusque-là sans précédent pour un parti d'extrême droite. Au second tour, Mitterrand est facilement réélu.
En Haute-Savoie, François Mitterrand arrive en tête du premier tour avec 27,16 % des exprimés, suivi de Raymond Barre (22,82 %), Jacques Chirac (22,52 %), Jean-Marie Le Pen (15,47 %) et Antoine Waechter (5,39 %). Au second tour, les électeurs ont voté à 56,35 % pour Jacques Chirac contre 43,65 % pour François Mitterrand avec un taux de participation de 83,71 % des inscrits.
|                | PS                    | François Mitterrand | 72 066  | 27,16 %    | 118 823 | 43,65 %    |  |  |
|                | SE                    | Raymond Barre       | 60 556  | 22,82 %    |         |            |  |  |
|                | RPR                   | Jacques Chirac      | 59 765  | 22,52 %    | 153 372 | 56,35 %    |  |  |
|                | FN                    | Jean-Marie Le Pen   | 41 067  | 15,47 %    |         |            |  |  |
|                | Les Verts             | Antoine Waechter    | 14 294  | 5,39 %     |         |            |  |  |
|                | PC                    | André Lajoinie      | 8 520   | 3,21 %     |         |            |  |  |
|                | Communiste rénovateur | Pierre Juquin       | 4 305   | 1,62 %     |         |            |  |  |
|                | LO                    | Arlette Laguiller   | 3 910   | 1,47 %     |         |            |  |  |
|                | MPT                   | Pierre Boussel      | 899     | 0,34 %     |         |            |  |  |
|                |                       |                     |         |            |         |            |  |  |
|                |                       |                     | Nombre  | % inscrits | Nombre  | % inscrits |  |  |
| Inscrits       | Inscrits              | Inscrits            | 336 725 |            | 336 653 |            |  |  |
| Abstentions    | Abstentions           | Abstentions         | 66 537  | 19,76 %    | 54 847  | 16,29 %    |  |  |
| Votants        | Votants               | Votants             | 270 188 | 80,24 %    | 281 806 | 83,71 %    |  |  |
|                |                       |                     |         |            |         |            |  |  |
|                |                       |                     |         | % votants  |         | % votants  |  |  |
| Blancs ou nuls | Blancs ou nuls        | Blancs ou nuls      | 4 806   | 1,78 %     | 9 611   | 3,41 %     |  |  |
| Exprimés       | Exprimés              | Exprimés            | 265 382 | 98,22 %    | 272 195 | 96,59 %    |  |  |

### 1981
Lors de l'élection présidentielle de 1981, Giscard d'Estaing arrive en tête au premier tour et affronte, comme la fois précédente, Mitterrand. Pour la première fois, un président sortant est battu : Mitterrand devient le premier président de gauche de la Ve République.
En Haute-Savoie, Valéry Giscard d'Estaing arrive en tête du premier tour avec 31,44 % des exprimés, suivi de François Mitterrand (23,33 %), Jacques Chirac (20,57 %), Georges Marchais (9,25 %) et Brice Lalonde (5,3 %). Au second tour, les électeurs ont voté à 59,4 % pour Valéry Giscard d'Estaing contre 44,22 % pour François Mitterrand avec un taux de participation de 84,82 % des inscrits.
|                | UDF            | Valéry Giscard d'Estaing | 72 615  | 31,44 %    | 138 232 | 55,78 %    |  |  |
|                | PS             | François Mitterrand      | 53 879  | 23,33 %    | 109 596 | 44,22 %    |  |  |
|                | RPR            | Jacques Chirac           | 47 499  | 20,57 %    |         |            |  |  |
|                | PC             | Georges Marchais         | 21 354  | 9,25 %     |         |            |  |  |
|                | MEP            | Brice Lalonde            | 12 238  | 5,3 %      |         |            |  |  |
|                | Divers droite  | Michel Debré             | 5 794   | 2,51 %     |         |            |  |  |
|                | MRG            | Michel Crépeau           | 5 136   | 2,22 %     |         |            |  |  |
|                | LO             | Arlette Laguiller        | 4 845   | 2,1 %      |         |            |  |  |
|                | Divers droite  | Marie-France Garaud      | 4 362   | 1,89 %     |         |            |  |  |
|                | PSU            | Huguette Bouchardeau     | 3 245   | 1,4 %      |         |            |  |  |
|                |                |                          |         |            |         |            |  |  |
|                |                |                          | Nombre  | % inscrits | Nombre  | % inscrits |  |  |
| Inscrits       | Inscrits       | Inscrits                 | 302 034 |            | 301 618 |            |  |  |
| Abstentions    | Abstentions    | Abstentions              | 67 274  | 22,27 %    | 45 782  | 15,18 %    |  |  |
| Votants        | Votants        | Votants                  | 234 760 | 77,73 %    | 255 836 | 84,82 %    |  |  |
|                |                |                          |         |            |         |            |  |  |
|                |                |                          |         | % votants  |         | % votants  |  |  |
| Blancs ou nuls | Blancs ou nuls | Blancs ou nuls           | 3 793   | 1,62 %     | 8 008   | 3,13 %     |  |  |
| Exprimés       | Exprimés       | Exprimés                 | 230 967 | 98,38 %    | 247 828 | 96,87 %    |  |  |

### 1974
L'élection présidentielle de 1974 est une élection anticipée à la suite de la mort de Pompidou. Mitterrand, candidat unique de la gauche, est largement en tête au premier tour devant Giscard d'Estaing, qui distance lui-même Chaban-Delmas. Au terme d'une campagne animée, marquée par un débat télévisé tendu, Giscard d'Estaing l'emporte avec une très courte avance.
En Haute-Savoie, Valéry Giscard d'Estaing arrive en tête du premier tour avec 41,02 % des exprimés, suivi de François Mitterrand (35,9 %), Jacques Chaban-Delmas (13,31 %), Jean Royer (3,41 %) et Arlette Laguiller (2,25 %). Au second tour, les électeurs ont voté à 59,4 % pour Valéry Giscard d'Estaing contre 40,6 % pour François Mitterrand avec un taux de participation de 86,75 % des inscrits.
|                | RI             | Valéry Giscard d'Estaing | 78 177  | 41,02 %    | 118 242 | 59,4 %     |  |  |
|                | PS             | François Mitterrand      | 68 405  | 35,9 %     | 80 829  | 40,6 %     |  |  |
|                | UDR            | Jacques Chaban-Delmas    | 25 357  | 13,31 %    |         |            |  |  |
|                | SE             | Jean Royer               | 6 491   | 3,41 %     |         |            |  |  |
|                | LO             | Arlette Laguiller        | 4 297   | 2,25 %     |         |            |  |  |
|                | SE, écologiste | René Dumont              | 3 658   | 1,92 %     |         |            |  |  |
|                | FN             | Jean-Marie Le Pen        | 1 495   | 0,78 %     |         |            |  |  |
|                | MDSF           | Émile Muller             | 1 262   | 0,66 %     |         |            |  |  |
|                | FCR            | Alain Krivine            | 596     | 0,31 %     |         |            |  |  |
|                | NAR            | Bertrand Renouvin        | 396     | 0,21 %     |         |            |  |  |
|                | MFE            | Jean-Claude Sebag        | 290     | 0,15 %     |         |            |  |  |
|                |                |                          |         |            |         |            |  |  |
|                |                |                          | Nombre  | % inscrits | Nombre  | % inscrits |  |  |
| Inscrits       | Inscrits       | Inscrits                 | 232 319 |            | 232 277 |            |  |  |
| Abstentions    | Abstentions    | Abstentions              | 40 251  | 17,33 %    | 30 766  | 13,25 %    |  |  |
| Votants        | Votants        | Votants                  | 192 068 | 82,67 %    | 201 511 | 86,75 %    |  |  |
|                |                |                          |         |            |         |            |  |  |
|                |                |                          |         | % votants  |         | % votants  |  |  |
| Blancs ou nuls | Blancs ou nuls | Blancs ou nuls           | 1 501   | 0,78 %     | 2 440   | 1,21 %     |  |  |
| Exprimés       | Exprimés       | Exprimés                 | 190 567 | 99,22 %    | 199 071 | 98,79 %    |  |  |

### 1969
L'élection présidentielle de 1969 est une élection anticipée à la suite de la démission de De Gaulle. La gauche se lance désunie dans la course et, bien que Duclos (PCF) manque de le devancer, c'est le président par intérim Poher qui accède au second tour face à l'ex-Premier ministre Pompidou. Alors que Duclos refuse d'appeler à voter au second tour pour « bonnet blanc ou blanc bonnet », Pompidou est finalement largement élu.
En Haute-Savoie, Georges Pompidou arrive en tête du premier tour avec 47,09 % des exprimés, suivi de Alain Poher (27,9 %), Jacques Duclos (14,97 %), Gaston Defferre (4,01 %) et Michel Rocard (3,46 %). Au second tour, les électeurs ont voté à 57,44 % pour Georges Pompidou contre 42,56 % pour Alain Poher avec un taux de participation de 69,7 % des inscrits.
|                | UDR            | Georges Pompidou | 72 891  | 47,09 %    | 81 360  | 57,44 %    |  |  |
|                | CD             | Alain Poher      | 43 179  | 27,9 %     | 60 276  | 42,56 %    |  |  |
|                | PC             | Jacques Duclos   | 23 164  | 14,97 %    |         |            |  |  |
|                | SFIO           | Gaston Defferre  | 6 202   | 4,01 %     |         |            |  |  |
|                | PSU            | Michel Rocard    | 5 362   | 3,46 %     |         |            |  |  |
|                | SE             | Louis Ducatel    | 2 269   | 1,47 %     |         |            |  |  |
|                | LC             | Alain Krivine    | 1 716   | 1,11 %     |         |            |  |  |
|                |                |                  |         |            |         |            |  |  |
|                |                |                  | Nombre  | % inscrits | Nombre  | % inscrits |  |  |
| Inscrits       | Inscrits       | Inscrits         | 212 622 |            | 212 568 |            |  |  |
| Abstentions    | Abstentions    | Abstentions      | 56 141  | 26,4 %     | 64 404  | 30,3 %     |  |  |
| Votants        | Votants        | Votants          | 156 481 | 73,6 %     | 148 164 | 69,7 %     |  |  |
|                |                |                  |         |            |         |            |  |  |
|                |                |                  |         | % votants  |         | % votants  |  |  |
| Blancs ou nuls | Blancs ou nuls | Blancs ou nuls   | 1 698   | 1,09 %     | 6 528   | 4,41 %     |  |  |
| Exprimés       | Exprimés       | Exprimés         | 154 783 | 98,91 %    | 141 636 | 95,59 %    |  |  |

### 1965
L'élection présidentielle de 1965 est la première élection au suffrage universel direct à la suite du référendum d'octobre 1962. De Gaulle est mis en ballottage, à la surprise générale, par Mitterrand, candidat unique de la gauche. La campagne du second tour est axée sur l'Europe et les relations internationales ainsi que sur l'armement nucléaire. De Gaulle est finalement réélu avec une large avance.
En Haute-Savoie, Charles de Gaulle arrive en tête du premier tour avec 47,84 % des exprimés, suivi de François Mitterrand (25,2 %), Jean Lecanuet (19,9 %), Jean-Louis Tixier-Vignancour (4,05 %) et Pierre Marcilhacy (1,77 %). Au second tour, les électeurs ont voté à 63,52 % pour Charles de Gaulle contre 36,48 % pour François Mitterrand avec un taux de participation de 82,76 % des inscrits.
|                | UNR            | Charles de Gaulle            | 78 809  | 47,84 %    | 102 642 | 63,52 %    |  |  |
|                | CIR            | François Mitterrand          | 41 513  | 25,2 %     | 58 941  | 36,48 %    |  |  |
|                | MRP            | Jean Lecanuet                | 32 786  | 19,9 %     |         |            |  |  |
|                | SE             | Jean-Louis Tixier-Vignancour | 6 667   | 4,05 %     |         |            |  |  |
|                | PLE            | Pierre Marcilhacy            | 2 918   | 1,77 %     |         |            |  |  |
|                | SE             | Marcel Barbu                 | 2 042   | 1,24 %     |         |            |  |  |
|                |                |                              |         |            |         |            |  |  |
|                |                |                              | Nombre  | % inscrits | Nombre  | % inscrits |  |  |
| Inscrits       | Inscrits       | Inscrits                     | 201 066 |            | 201 024 |            |  |  |
| Abstentions    | Abstentions    | Abstentions                  | 35 212  | 17,51 %    | 34 659  | 17,24 %    |  |  |
| Votants        | Votants        | Votants                      | 165 854 | 82,49 %    | 166 365 | 82,76 %    |  |  |
|                |                |                              |         |            |         |            |  |  |
|                |                |                              |         | % votants  |         | % votants  |  |  |
| Blancs ou nuls | Blancs ou nuls | Blancs ou nuls               | 1 119   | 0,67 %     | 4 782   | 2,87 %     |  |  |
| Exprimés       | Exprimés       | Exprimés                     | 164 735 | 99,33 %    | 161 583 | 97,13 %    |  |  |